# Mononegavirales
Mononegavirales is een orde van virussen die haploïde zijn: ze hebben één RNA-streng. Bekende virussen binnen deze orde zijn onder andere het ebolavirus, mazelenvirus en het hondsdolheidvirus. Beide virussen veroorzaken ziekten bij mensen. Maar ook andere dieren en zelfs de planten kunnen ernstig ziek worden van dit virus. De naam monegavirales werd voor het eerst gebruikt in 1991 en is afgeleid uit het Grieks en het Latijn, namelijk monos (Grieks), wat erop duidt dat het mononegavirus één RNA-streng heeft (monos = alleen), en het Latijnse werkwoord negare dat ontkennen betekent, dat wijst op de negatieve polariteit van deze genomen. Tot slot werd het taxonomische suffix -virales eraan toegevoegd, wat wijst op een orde van virussen.

## Paleovirologie
Het verleden van monegavirussen hebben gaat tientallen miljoenen jaren terug. Er zijn fossielen gevonden van zoogdieren die genomen van monegavirussen bevatten.